# Electrohouse
Electrohouse is een muziekstijl ontstaan in het begin van de 21e eeuw. Het is een combinatie van deephouse, minimal techno en de klassieke electro uit de jaren zeventig. Vaak wordt deze stijl als "electro" verwoord, dit brengt nog weleens verwarring met de klassieke electro mee.

## Artiesten
Een aantal artiesten met nummers in onder andere dit genre, die ook in de mainstream bekend zijn, zijn bijvoorbeeld:
- Tiësto
- Don Diablo
- Hardwell
- Fedde le Grand
- Booka Shade
- Mason
- Axwell
- Afrojack
- Deadmau5
- Dirty South
- Roog
- Laidback Luke
- Gregor Salto
- DVBBS
- Knife Party
- Sidney Samson

- Wolfgang Gartner
- Vitalic
- Justice
- SebastiAn
- Digitalism
- Alex Gaudino
- Laurent Wolf
- Martin Garrix
- Nicky Romero
- Tiga
- Tocadisco
- Sander van Doorn
- Zedd
- Dada Life
- Steve Aoki
- Skrillex

## Subgenres
Enkele subgenres van electrohouse zijn: complextro, Dutch house (ook wel dirty Dutch genoemd), Big Room, fidget house en moombahton.